# Aníbal Bruno
Aníbal Bruno de Oliveira Firmo (Palmares, 22 de março de 1890 — Rio de Janeiro, 17 de abril de 1976) foi um jurista brasileiro. Professor de carreira, médico, pedagogo e filólogo.

## Biografia
Filho de Gercino Parente de Oliveira Firmo e Cândida Carmelinda de Oliveira, fez o curso primário no Colégio Santa Isabel, em Palmares. Aos onze anos de idade, mudou-se para o Recife, onde cursou Humanidades no Ginásio Pernambucano. Com o falecimento do seu pai, em 1901, teve que enfrentar a vida sozinho, o que o tornou, desde muito cedo, maduro e responsável.
Casou-se, aos vinte anos de idade, com Aurora Spencer, em 1910, e três anos depois colou grau como bacharel em Ciências Jurídicas e Sociais na Faculdade de Direito do Recife.
De 1909 a 1924, trabalhou como funcionário da administração dos Correios e, após graduar-se, passou também a ensinar português em colégios recifenses.
Em dezembro de 1925, formou-se em Ciências Médicas pela então recém criada Faculdade de Medicina do Recife. Apesar de ter se graduado em dois cursos superiores, não realizou o sonho do seu pai, que queria vê-lo formado em Engenharia.
Dedicou-se ao ensino de diversas disciplinas, sendo professor da Faculdade de Filosofia e Ciências Sociais de Pernambuco; da Escola de Aperfeiçoamento do Instituto de Educação de Pernambuco; da Escola Normal Pinto Júnior; da Faculdade de Medicina do Recife (livre docente); do Ginásio Pernambucano (livre docente); da Escola Normal Oficial do Estado; da Faculdade de Direito do Recife.
Foi diretor do Departamento de Educação de Pernambuco, quando propôs o plano de reforma da Escola Normal Oficial; criou os serviços de escoteiro e bandeirante nas escolas primárias do Estado; o Seminário Pedagógico; a Biblioteca Central dos Professores; o Museu Pedagógico Central; o Boletim de Educação do Estado; os serviços de educação física, música e canto orfeônico nas escolas primárias e organizou, anexo ao Departamento de Educação, o serviço de Antropologia, Psicologia e Medicina Escolar.
Representou Pernambuco em diversos congressos na área educacional e foi um dos fundadores e diretores da Universidade Popular do Recife.
Membro da Academia Pernambucana de Letras, ocupou a cadeira cujo patrono é Paula Batista.
Foi catedrático de Direito Penal da Faculdade de Direito da Universidade do Recife.  Aníbal Bruno era um fino jurista, permanentemente atualizado com as mais recentes contribuições da doutrina penal internacional, principalmente alemã.
- Fonte: Fundação Joaquim Nabuco

## Literatura jurídico-penal
- Tobias Barreto criminalista[3]
- A Faculdade de Direito do Recife e o pensamento jurídico-penal brasileiro
- Direito Penal, em 4 volumes, editora Forense
- Comentários ao Código Penal, art. 28 a 74, editora Forense
- Teoria da Lei Penal
- Estado de necessidade e Legítima defesa.
- Embriaguez voluntária ou culposa e responsabilidade penal[3]
- Teoria da perigosidade criminal, publicado na Revista dos Tribunais 779/753
- Sobre o tipo no Direito Penal, publicado Revista dos Tribunais 755/791
- A Faculdade de Direito do Recife e o pensamento jurídico-penal brasileiro[4]

## Outras obras literárias
- Língua Portuguesa - Antologia.São Paulo: Companhia Editora Nacional, 1944[5]
- O equilíbrio ácido-base no sangue[4]
- Das glândulas paratireóides em patologia[4]
- Chaucer na língua e literatura inglesa[4]